# Titus Larcius
Titus Larcius Flavus oder Rufus aus der gens Larcia war der Überlieferung nach in den Jahren 501 und 498 v. Chr. römischer Konsul. Seine Kollegen waren Postumus Cominius Auruncus bzw. Quintus Cloelius Siculus. Während seines ersten Konsulats wurde er zum ersten Diktator der römischen Republik ernannt.
Das Cognomen Flavus findet sich bei Dionysios, Hydatius von Aquae Flaviae und im Chronicon Paschale; sowie das Cognomen Rufus beim Chronograph von 354. Titus Livius nennt ihn ohne Cognomen, Cassiodor führt ihn als T. Largus.
Seine Ernennung zum Diktator wird erstmals von Marcus Tullius Cicero in dessen Werk De re publica erwähnt, der sie ins neunte Jahr nach Vertreibung der Könige versetzt, also 501 oder 500 v. Chr. Über seine Diktatur ist nichts Bestimmtes überliefert.
Titus Larcius ist in der Überlieferung eng mit der Weihung des Saturntempels verbunden. Robert Werner sieht in Larcius einen „praetor maximus“ der Königszeit, der kein Amt während der Republik innehatte.